# 7000 Curie
7000 Curie este o planetă minoră (asteroid), cu un diametru de 6,497 km, din centura de asteroizi. A fost descoperită pe 6 noiembrie 1939 la Observatorul Regal al Belgiei⁠(d) de Fernand Rigaux⁠(d) și a fost numită după Marie Curie. 
Obiectul prezintă o orbită caracterizată de o semiaxă mare de 2,4632501 UAi, o excentricitate de 0,26, o înclinație de 9,87395 ° în raport cu ecliptica.